# المنعطف الخاطئ 3: ترك ليموت
المنعطف الخاطئ 3: ترك ليموت (بالإنجليزية: Wrong Turn 3: Left for Dead)‏ هو فيلم رعب أمريكي. الفيلم هو تتمة المنعطف الخاطئ (2007) والدفعة الثالثة في سلسلة أفلام Wrong Turn والفيلم الأول في السلسلة الذي تم إصداره مباشرة على الفيديو.

## القصة
أثناء تجمع أربعة طلاب جامعيين في منطقة نهر بلوفيش، يهاجمهم وحش متحول آكل للحوم البشر، لكن المراهقة أليكس تتمكن من الفرار عن طريق الركض عبر الغابة. وفي نفس الوقت، يتم نقل مجموعة من المجرمين الخطرين في حافلة السجن بصحبة ثلاثة حراس عبر الغابة المهجورة، ويتوقفون للراحة في مركز للشرطة.
ينطلق الحراس فيما بعد بحافلة السجن إلى وجهتهم لكن الحافلة تصطدم بشاحنة كبيرة يقودها الوحش المتحول وتخرج عن طريقها، لكن الحراس يتمكنون من السيطرة على المساجين. وعندما يلتقي الحراس بأليكس عن طريق الصدفة وسط الغابة، تخبرهم عن مدى خطورة وجنون الوحش المتحول فلا يصدقونها في البداية لكنهم يدركون صدق حديثها فيما بعد.

## الإنتاج
تم الانتهاء من إنتاج الفيلم في سنة 2009 في مدينة صوفيا في بلغاريا.

## الإصدار
تم إصدار الفيلم على اقراص دي في دي وعلى اقراص بلو راي في 20 أكتوبر 2009. حقق الفيلم ربحًا قدره 1,800,000 دولار في أول أسبوع له، وحصل على أكثر من 5,600,000 دولار حتى الآن.Wrong Turn 3: Left for Dead#cite note-nytimes-1

## وصلات خارجية
- المنعطف الخاطئ 3: ترك ليموت على موقع IMDb (الإنجليزية)
- المنعطف الخاطئ 3: ترك ليموت على موقع روتن توميتوز (الإنجليزية)
- المنعطف الخاطئ 3: ترك ليموت على موقع نتفليكس (الإنجليزية)
- المنعطف الخاطئ 3: ترك ليموت على موقع قاعدة بيانات الأفلام العربية
- المنعطف الخاطئ 3: ترك ليموت على موقع ألو سيني (الفرنسية)
- المنعطف الخاطئ 3: ترك ليموت على موقع Turner Classic Movies (الإنجليزية)
- المنعطف الخاطئ 3: ترك ليموت على موقع أول موفي (الإنجليزية)
- المنعطف الخاطئ 3: ترك ليموت على موقع فيلمافينيتي (الإسبانية)
- المنعطف الخاطئ 3: ترك ليموت على موقع قاعدة بيانات الأفلام السويدية (السويدية)
- المنعطف الخاطئ 3: ترك ليموت على موقع قاعدة بيانات الفيلم (الإنجليزية)